# Supporterskring Beveren
Supporterskring Beveren, voorheen Yellow Blue SK Beveren was een Belgische voetbalclub uit Beveren. De club was aangesloten bij de KBVB met stamnummer 9577 en had geel en blauw als kleuren. De club speelde in de provinciale reeksen. Doordat men in 2022 het doel bereikte om KSK Beveren terug onder het stamnummer 2300 met een mannenploeg te laten spelen hield de club op te bestaan.

## Geschiedenis
In Beveren speelde sinds de eerste helft van de 20ste eeuw KSK Beveren. Die club was aangesloten bij de Belgische Voetbalbond met stamnummer 2300 en had geel en blauw als kleuren. KSK Beveren speelde verschillende decennia op het hoogste niveau en werd in 1979 en 1984 landskampioen. In 2007 zakte Beveren terug naar Tweede Klasse en na financiële problemen legde de club in mei 2010 de boeken neer. De lokale politiek wou een fusie aangaan met RS Waasland, maar een officiële fusie ging niet door, en als 'waardig alternatief' veranderde fusieclub en buur RS Waasland in KVRS Waasland - SK Beveren en deze club ging in het stadion van KSK Beveren spelen.
Een aantal supporters ging niet akkoord met deze gang van zaken en men richtte een nieuwe club op. In 2011 sloot men zich aan bij de Belgische voetbalbond als Yellow Blue Beveren, verwijzend naar de clubkleuren van KSK Beveren. Het is de eerste en voorlopig ook enige voetbalclub in België die volledig door supporters bestuurd wordt en gebonden is door de principes van Supporters Direct. Men kreeg stamnummer 9577 toegekend en ging van start op het allerlaagste niveau, Vierde Provinciale. De club mocht tijdens het eerste seizoen haar thuiswedstrijden niet spelen in Beveren, maar moest uitwijken naar Nieuwkerken-Waas, waar men speelde op een bijterrein van het stadion van SK Sint-Niklaas aan de Meesterstraat. Vanaf augustus 2012 speelt de club in Beveren op een bijterrein van de Freethiel, terrein G. Dat door de supporters al vlug werd omgedoompt tot Lions Park.
In het seizoen 2012/13 promoveerde de club via de eindronde, 1-2 winst in Wippelgem, naar Derde Provinciale Oost-Vlaanderen, maar degradeerde in 2014 onmiddellijk naar Vierde Provinciale Oost-Vlaanderen. In 2015 werd Yellow Blue Beveren tweede en kon men opnieuw promotie afdwingen naar Derde Provinciale Oost-Vlaanderen via de eindronde, 0-5 winst bij Rupelmonde. In 2017 mocht de club haar eerste titel en de bijhorende promotie naar Tweede Provinciale Oost-Vlaanderen vieren.
Op 10 augustus 2017 won de club een procedure voor het Belgisch Arbitragehof voor de Sport en heet de club nu officieel "Yellow Blue SK Beveren".
Opnieuw volgende onmiddellijk een degradatie na een promotie, doch een seizoen later, 2018-2019 werd opnieuw de kampioenstitel behaald in 3e provinciale E. zodat vanaf 2019-2020 de club opnieuw uitkomt in 2e provinciale.
Na enkele onderbrekingen omwille van de Covid-19 pandemie, behaalde de club op 24 april 2022 de titel na een 0 - 1 overwinning op het veld van KSK Kallo en promoveerde Beveren voor het eerst in haar bestaan naar de hoogste Provinciale Afdeling.

### Stamnummer 2300
In 2018 probeerde Yellow Blue Beveren voor een eerste keer het stamnummer 2300 in handen te krijgen door een poging tot fuseren met de vzw KSK Beveren. De bedoeling was opnieuw een herenploeg op te starten onder het stamnummer 2300. Aangezien er tussen Waasland-Beveren en KSK Beveren in 2011 contractuele afspraken werden gemaakt omtrent de vzw en het stamnummer 2300 waarin was opgenomen dat er zonder wederzijdse toestemming geen mannenploeg meer mocht uitkomen onder stamnummer 2300, wou de KBVB niet over deze aanvraag beslissen. Zowel KSK Beveren als Yellow Blue tekenden beroep aan bij het Belgisch Arbitragetribunaal voor de Sport (BAS). Waasland-Beveren was in deze procedure vrijwillig tussengekomen en heeft haar bezwaar tegen deze fusie kenbaar gemaakt door opnieuw te verwijzen naar de bestaande overeenkomsten. Het BAS heeft in juni 2019 het hoger beroep van KSK Beveren en Yellow Blue ongegrond verklaard waardoor de fusie tussen beiden niet werd goedgekeurd. Op woensdag 13 november 2019 daagde de vzw KSK Beveren de club Waasland Beveren voor de Ondernemingsrechtbank in Gent, afdeling Dendermonde om opnieuw het stamnummer te kunnen gebruiken voor het heren en jeugdvoetbal.
Op 1 juli 2020 deed de rechtbank een uitspraak en oordeelde dat de overeenkomst niet eenzijdig kon ontbonden worden, KSK Beveren tekende beroep aan tegen deze uitspraak. Eind oktober 2021 kwam Waasland Beveren volledig in Amerikaanse handen en werd op bestuurlijk niveau volledig gebroken met het verleden. Op woensdag 3 november 2021 verstuurde de nieuwe CEO van Waasland Beveren Antoine Gobin een aangetekend schrijven naar het bestuur van KSK Beveren. Hierin reikte hij het bestuur van KSK Beveren de hand om samen een oplossing te vinden zodat KSK Beveren en zijn stamnummer opnieuw op de Freethiel kunnen spelen. Na een algemene vergadering gehouden op donderdag 4 november 2021 stemde de AV leden in om een verkennend gesprek te voeren met de CEO van Waasland Beveren. Op 6 juni 2022 kwam de Algemene Vergadering van de vzw KSK Beveren opnieuw samen om te stemmen over een samenwerking met Waasland Beveren. Op deze Algemene Vergadering werd goedgekeurd om een akkoord te sluiten waarmee een jammerlijke periode uit de Beverse voetbalgeschiedenis tot het verleden behoort. De twee clubs zullen vanaf het seizoen 2022-2023 met hetzelfde historische logo van KSK Beveren aantreden.
Waasland-Beveren heet sinds 1 juli 2022 SK Beveren en speelt onder stamnummer 4068 in de Challenger Pro League, Yellow Blue SK Beveren werd KSK Beveren en speelt voortaan onder stamnummer 2300 in 1e Provinciale.
Door het akkoord tussen SK Beveren en KSK Beveren zal vanaf het seizoen 2022-2023 voor het eerst sinds 2010 opnieuw een mannenploeg aantreden onder het stamnummer 2300.

## Rivaliteiten
KSK Beveren heeft een langdurige rivaliteit met het naburige Sporting Lokeren. Zelfs in de laagste divisies heeft dit geleid tot spanningen tussen beide supporterskernen, in het bijzonder in wedstrijden tegen clubs uit de buurt van de stad Lokeren. Dit heeft geleid naar ongewone veiligheidsmaatregelen naar provinciale normen voor bepaalde uitwedstrijden, zoals op het veld van FC Eksaarde in 2011. De wedstrijd vond plaats zonder incidenten en werd met 0-3 gewonnen na een lange periode zonder zege.
Na de promotie in 2013 kwam Beveren opnieuw te staan tegenover teams uit de regio van Lokeren. Er werden verstrengde veiligheidsmaatregelen genomen voor de uitwedstrijd tegen SK Lokeren-Doorslaar. In oktober 2013 besloot burgemeester Rudy Van Cronenburg van Wachtebeke om de wedstrijd SK Wachtebeke-YB SK Beveren uit te stellen wegens veiligheidsrisico's. Lokale politie had namelijk vernomen dat aanhangers van Sporting Lokeren zouden verbroederen met fans van het Nederlandse NAC Breda om de wedstrijd te verstoren. De wedstrijd werd uiteindelijk toch gespeeld in december, eindigde op 3-3 en verliep zonder incidenten. In een thuiswedstrijd tegen Daknam in hetzelfde seizoen 2013-2014 werd de match stilgelegd kort voor tijd na rookcirculatie op het veld door vuurwerk. Toen de scheidsrechter enkele minuten later wou hervatten, weigerden de bezoekers verder te spelen. Na een klacht bij de KBVB kreeg YB SK Beveren gelijk en werd aan Daknam een forfaitnederlaag bedeeld.
Op 10 oktober 2015 ontaardde een wedstrijd tussen YB SK Beveren en SK Wachtebeke in ongeregeldheden langs de zijlijn. Bij een 0-3 achterstand gingen enkele toeschouwers met elkaar op de vuist na een discussie omtrent de bezoekende doelman. De voorzitter van SK Wachtebeke reageerde ontstemd op wat er zich had afgespeeld: "Na de wedstrijd moesten we ons opsluiten in de kleedkamer en als dieven in de nacht vluchten. We gaan een klacht indienen bij de politie en de voetbalbond.” Ook André Bolssens, voorzitter van Yellow Blue, betreurde de taferelen. Enkele burgemeester besloten hierop om hun wedstrijden tegen YB SK Beveren uit te stellen, uit vrees voor nieuwe ongeregeldheden. In overleg met de clubs, de voetbalbond, de gemeentebesturen van Beveren en Wachtebeke en de politie werd later ook beslist dat supporters van YB Beveren de terugwedstrijd op het veld van SK Wachtebeke niet mochten bijwonen. YB SK Beveren heeft zich steeds hevig verzet tegen de berichtgeving door de lokale media, maar heeft desondanks een forfaitnederlaag en een boete van 1500 euro ontvangen, ondanks een gebrek aan interventie van de hulpdiensten of gerechtelijk vervolg. Na het incident werd beslist om beide clubs in verschillende reeksen te plaatsen.

## Resultaten
| Seizoen | Klasse | Klasse | Klasse | Klasse | Klasse | Klasse | Klasse | Klasse | Klasse | Reeks                                                    | Punten                                                   | Opmerkingen |  |
|         | I      | I      | II     | III    | IV     | P.I    | P.II   | P.III  | P.IV   |                                                          |                                                          | |  |
| ------- | ------ | ------ | ------ | ------ | ------ | ------ | ------ | ------ | ------ | -------------------------------------------------------- | -------------------------------------------------------- | --- |  |
| 2011/12 |        |        |        |        |        |        |        |        | 11     | 4e prov. F O-Vl                                          | 32                                                       | |  |
| 2012/13 |        |        |        |        |        |        |        |        | 4      | 4e prov. E O-Vl                                          | 57                                                       | Promotie via eindronde.                                                                                              |  |
| 2013/14 |        |        |        |        |        |        |        | 16     |        | 3e prov. E O-Vl                                          | 17                                                       | Rechtstreekse degradatie.                                                                                            |  |
| 2014/15 |        |        |        |        |        |        |        |        | 2      | 4e prov. E O-Vl                                          | 62                                                       | Promotie via eindronde.                                                                                              |  |
| 2015/16 |        |        |        |        |        |        |        | 10     |        | 3e prov. E O-Vl                                          | 42                                                       | |  |
|         | 1A     | 1B     | 1Am    | 2Am    | 3Am    | P.I    | P.II   | P.III  | P.IV   | Vanaf 2016-17 zijn er 3 nationale en 2 regionale niveaus | Vanaf 2016-17 zijn er 3 nationale en 2 regionale niveaus | Vanaf 2016-17 zijn er 3 nationale en 2 regionale niveaus                                                             |  |
| 2016/17 |        |        |        |        |        |        |        | 1      |        | 3e prov. E O-Vl                                          | 74                                                       | Rechtstreekse promotie wegens kampioenstitel.                                                                        |  |
| 2017/18 |        |        |        |        |        |        | 15     |        |        | 2e prov. C O-Vl                                          | 27                                                       | Rechtstreekse degradatie.                                                                                            |  |
| 2018/19 |        |        |        |        |        |        |        | 1      |        | 3e prov. E O-Vl                                          | 71                                                       | Rechtstreekse promotie wegens kampioenstitel.                                                                        |  |
| 2019/20 |        |        |        |        |        |        | 6      |        |        | 2e prov. C O-Vl                                          | 42                                                       | Competitie vroegtijdig stopgezet wegens uitbraak van de COVID-19-pandemie.                                           |  |
| 2020/21 |        |        |        |        |        |        |        |        |        | 2e prov. C O-Vl                                          |                                                          | Competitie vroegtijdig stopgezet wegens covid-19. YB SK Beveren stond na 5 speeldagen op de 5e plaats met 10 punten. |  |
| 2021/22 |        |        |        |        |        |        | 1      |        |        | 2e prov. C O-Vl                                          | 65                                                       | Rechtstreekse promotie wegens kampioenstitel                                                                         |  |

## Erelijst
Finalist Supporters Direct Cup 2013
Winnaar Beker van Beveren 2014; finalist Beker van Beveren 2015